# 3. ŽNL Osječko-baranjska NS Osijek 2014./15.
Prvenstvo se igralo četverokružno. Ligu je osvojio NK BSK Beketinci i time se kvalificirao u 2. ŽNL Osječko-baranjsku NS Osijek.

## Tablica
| Mj. | Klub                     | Sus. | Pobj. | Nerj. | Por. | GR.    | Bod. |
| --- | ------------------------ | ---- | ----- | ----- | ---- | ------ | ---- |
| 1.  | NK BSK Beketinci         | 20   | 15    | 1     | 4    | 66:23  | 46   |
| 2.  | NK LIV 1949 Vladislavci  | 20   | 14    | 2     | 4    | 71:26  | 44   |
| 3.  | NK Radnički Dalj         | 20   | 11    | 5     | 4    | 61:27  | 38   |
| 4.  | NK Laslovo '91           | 20   | 8     | 1     | 11   | 41:40  | 25   |
| 5.  | NK Gibarac '95 Čokadinci | 20   | 5     | 2     | 13   | 29:41  | 17   |
| 6.  | NK Goleo Dopsin          | 20   | 1     | 1     | 18   | 10:121 | 4    |

## Rezultati
| NK BSK Beketinci - NK Radnički Dalj 3:3 NK LIV 1949 Vladislavci - NK Goleo Dopsin 10:0 NK Gibarac '95 Čokadinci - NK Laslovo '91 2:1 | NK Gibarac '95 Čokadinci - NK LIV 1949 Vladislavci 1:3 NK Goleo Dopsin - NK BSK Beketinci 1:3 NK Laslovo '91 - NK Radnički Dalj 1:2  | NK BSK Beketinci - NK Gibarac '95 Čokadinci 2:1 NK Radnički Dalj - NK Goleo Dopsin 8:0 NK LIV 1949 Vladislavci - NK Laslovo '91 2:3 |
| NK Gibarac '95 Čokadinci - NK Radnički Dalj 1:1 NK LIV 1949 Vladislavci - NK BSK Beketinci 0:1 NK Laslovo '91 - NK Goleo Dopsin 12:1 | NK Goleo Dopsin - NK Gibarac '95 Čokadinci 3:0 NK Radnički Dalj - NK LIV 1949 Vladislavci 2:3 NK BSK Beketinci - NK Laslovo '91 4:0  | NK Radnički Dalj - NK BSK Beketinci 2:5 NK Goleo Dopsin - NK LIV 1949 Vladislavci 0:4 NK Laslovo '91 - NK Gibarac '95 Čokadinci 2:0 |
| NK LIV 1949 Vladislavci - NK Gibarac '95 Čokadinci 3:1 NK BSK Beketinci - NK Goleo Dopsin 11:1 NK Radnički Dalj - NK Laslovo '91 3:0 | NK Gibarac '95 Čokadinci - NK BSK Beketinci 0:3 NK Goleo Dopsin - NK Radnički Dalj 0:2 NK Laslovo '91 - NK LIV 1949 Vladislavci 1:5  | NK Radnički Dalj - NK Gibarac '95 Čokadinci 4:0 NK BSK Beketinci - NK LIV 1949 Vladislavci 4:0 NK Goleo Dopsin - NK Laslovo '91 2:5 |
| NK Gibarac '95 Čokadinci - NK Goleo Dopsin 3:0 NK LIV 1949 Vladislavci - NK Radnički Dalj 3:3 NK Laslovo '91 - NK BSK Beketinci 2:1  | NK BSK Beketinci - NK Radnički Dalj 1:0 NK LIV 1949 Vladislavci - NK Goleo Dopsin 10:0 NK Gibarac '95 Čokadinci - NK Laslovo '91 0:3 | NK Gibarac '95 Čokadinci - NK LIV 1949 Vladislavci 1:3 NK Goleo Dopsin - NK BSK Beketinci 0:3 NK Laslovo '91 - NK Radnički Dalj 0:1 |
| NK BSK Beketinci - NK Gibarac '95 Čokadinci 2:0 NK Radnički Dalj - NK Goleo Dopsin 8:0 NK LIV 1949 Vladislavci - NK Laslovo '91 1:0  | NK Gibarac '95 Čokadinci - NK Radnički Dalj 1:4 NK LIV 1949 Vladislavci - NK BSK Beketinci 2:3 NK Laslovo '91 - NK Goleo Dopsin 5:0  | NK Goleo Dopsin - NK Gibarac '95 Čokadinci 0:1 NK Radnički Dalj - NK LIV 1949 Vladislavci 3:3 NK BSK Beketinci - NK Laslovo '91 2:0 |
| NK Radnički Dalj - NK BSK Beketinci 3:1 NK Goleo Dopsin - NK LIV 1949 Vladislavci 0:8 NK Laslovo '91 - NK Gibarac '95 Čokadinci 0:3  | NK LIV 1949 Vladislavci - NK Gibarac '95 Čokadinci 2:0 NK BSK Beketinci - NK Goleo Dopsin 10:0 NK Radnički Dalj - NK Laslovo '91 5:0 | NK Gibarac '95 Čokadinci - NK BSK Beketinci 1:3 NK Goleo Dopsin - NK Radnički Dalj 0:5 NK Laslovo '91 - NK LIV 1949 Vladislavci 1:2 |
| NK Radnički Dalj - NK Gibarac '95 Čokadinci 2:2 NK BSK Beketinci - NK LIV 1949 Vladislavci 2:4 NK Goleo Dopsin - NK Laslovo '91 2:2  | NK Gibarac '95 Čokadinci - NK Goleo Dopsin 11:0 NK LIV 1949 Vladislavci - NK Radnički Dalj 3:0 NK Laslovo '91 - NK BSK Beketinci 3:2 | |